# Guadalcanal
 For alternative betydninger, se Guadalcanal (flertydig). (Se også artikler, som begynder med Guadalcanal)
Guadalcanal er en 6.500 km² stor ø i Stillehavet tilhørende Salomonøerne. Øen består for det meste af jungle.
Salomonøernes hovedstad Honiara er beliggende på øen.
Øen, der er lidt mindre end Sjælland, er mest kendt for Slaget om Guadalcanal, som var et vendepunkt i stillehavskrigen under 2. verdenskrig.

## Geografi
Den bjergrige ø med ca. 110.000 indbyggere er 160 km lang og 48 km på det bredeste sted. Langs det meste af sydkysten går der en bjergkæde med Popomanaseu som det højeste punkt (2.335 moh.). Der bor relativt få folk i syd; ca. 14.000 indbyggere spredt langs kysten, hvor de ofte er udsat for uvejr. Nedbørsrekorden er på 13.452 mm på et år (Choghiri i 1972). 
Nord for bjergene er der et mere moderat klima. De fleste af bosætningen på øen, inkluderet hovedstaden, er her.

## Historie
Der er fundet 6000 år gamle spor efter bosætning i en hule nord for Honiara. Andre tegn dateres til omkring 1000 år før vor tidsregning. 
Øen blev opdaget af europæerne da en ekspedition under ledelse af Álvaro de Mendaña kom dertil den 9. april 1568. Den fik navn efter hjembyen til en af officererne (Guadalcanal i Spanien). Navnet er imidlertid blevet stavet på forskellige måder gennem tiderne (Guadarcana, Guarcana, Guadalcana, Guadalcanar).
Det næste kendte besøg af europæerne var i 1788. I det næste århundrede blev øen stadig hyppigere besøgt af handelsskibe, slavehandlere og missionærer. Det var imidlertid få udlændinge som bosatte sig fast. Europæiske bosættere, hvalfangere og missionærer begyndte at ankomme i det 18. og 19. århundrede. 
Fra omkring 1860'erne blev omkring 60.000 indfødte fra Guadalcanal og andre dele af Salomonøerne gjort til slaver og sendt til Australien eller Fiji for at arbejde på plantagerne. Den lokale slavehandel ophørte først i 1890'erne. 
I 1880'erne kappedes tyskerne og briterne om kontrollen over Salomonøerne. Tyskland oprettede et protektorat over de nordlige Salomonøer i 1884. 1893  blev det britiske Salomonøerne protektorat oprettet, som omfattede øen Guadalcanal. Imidlertid overgav Tyskland til sidst det meste af deres protektorat til Storbritannien i 1899. 
I begyndelsen af det 20. århundrede blev der etableret store landbrugsplantager med kopra, der hovedsageligt blev drevet af australiere. 
Guadalcanal blev ikke alvorligt påvirket af 1. verdenskrig.
Efter angrebet på Pearl Harbor den 7. december 1941 iværksatte Japan en offensiv mod øerne i Stillehavet for at sikre sine egne baser og afskære transporterne mellem USA, Australien og New Zealand. I maj 1942 okkuperede de Guadalcanal og gik i gang med at anlægge en flybase på øen. For at forhindre japanerne at færdiggøre denne, så de kunne indlede et angreb på Australien, var den hovedmålet for et allieret modangreb.
De allierede angreb øen den 7. august og det lykkedes at landsætte amfibiestyrker. Der blev hårde kampe med store tab, både i jungelen og til havs. Et særtræk ved kampene var at de allierede styrker havde overtaget i luften og i dagslys, mens japanske krigsskibe kunne gå nærmere om natten og bombardere blandt andet flybasen Henderson, som USA havde etableret på nordkysten af øen. Tabene var store på begge sider, og havet udenfor Guadalcanal fik tilnavnet Ironbottom Sound (jernbundsundet) på grund af at så mange skibe og fly gik ned der.
Slaget ved Cape Esperance 11. oktober 1942 og slaget om Guadalcanal i november regnes som centrale slag i Stillehavskrigen. Efter seks måneders hård kampe i og omkring Guadalcanal fik de allierede overtaget. Japanerne startede evakueringen af Guadalcanal 15. januar 1943 og i løbet af tre uger fik de 10.652 mand ud. Da amerikanerne dagen efter at evakueringen var ovre blev klar over at japanerne var borte erklærede de amerikanske myndigheder at Guadalcanal nu var et sikkert område fra den 9. februar 1943. 
To amerikanske marinefartøjer er opkaldt efter Guadalcanal, et hangarskip (CVE-60) og et amfibieangrebsskib (LPH-7).
Krigen ødelagde hovedstaden Tulagi så meget at Honiara blev valgt til ny hovedstad.
Kort efter 2. verdenskrig blev hovedstaden flyttet til Honiara på Guadalcanal fra sin tidligere placering i Tulagi på Floridaøerne. 1952 flyttede højkommissæren for det vestlige Stillehav fra Fiji til Honiara. Flyvepladsen, der var årsagen til kampene i 1942, og som blev kendt som Henderson Field, er nu den internationale lufthavn for Salomonøerne. Den er beliggende omkring 9 kilometer øst for Honiara. 
Salomonøerne fik selvstyre i 1976, og blev egen stat indenfor Commonwealth 7. juli 1978.
I 2003 sendte Australien politifolk til øgruppen efter omfattende uroligheder, hvor flere hundrede blev dræbt og mange tusinde gjort hjemløse.
I april 2006 førte beskyldninger om, at den nyvalgte premierminister Snyder Rini havde brugt bestikkelsespenge fra kinesiske og taiwanesiske forretningsmænd til at købe stemmer i parlamentet, til store uroligheder i hovedstaden Honiara. Mange kinesere kommer til øerne for at starte forretning og som et springbræt til at få et australsk pas. Taiwan har en særlig interesse, idet Salomonøerne er en af de få nationer, der har diplomatiske forbindelser med Taiwan, hvilket er vigtigt i Taiwans kamp for uafhængighed af Kina. Selvom kineserne kun udgør nogle tusinde ud af øernes samlede befolkning på 500.000, står kineserne for en meget stor del af forretningslivet. Det har ført til misundelse og utilfredshed med kineserne fra resten af befolkningen. Resultat af urolighederne var bl.a., at 90% af Salomonøernes Chinatown blev brændt ned til grunden, og mange kinesere valgte at flygte ud af landet. Samtidig sendte Australien den 19. april 2006 tropper til Salomonøernes hovedstad Honiara for at stoppe urolighederne.
Cirka 25 km vest for Honiara ligger frilandsmuseet Vilu War Museum. Museet viser resterne af forskellige dele af militært udstyr og flymaskiner. Der er endvidere mindesmærker for de amerikanske, australske, fijianske, newzealandske og japanske soldater, der mistede deres liv i Stillehavskrigen under 2. verdenskrig.

## Natur
Øen eneste pattedyr er pungdyret phalanger orientalis og flagermus og gnavere.
Der er mange arter af farverige papegøjer såvel som flodmundingskrokodiller. I nyere tid er disse krokodiller kun fundet på den sydlige del af øen, men under 2. verdenskrig blev de også fundet langs nordkysten ved Alligator Creek, i nærheden af lufthavnen, hvor kampene fandt sted.
Giftige slanger er sjældne på øen og betragtes ikke som en alvorlig trussel; der er dog en slags tusindben, der har et særligt stikkende bid. Disse tusindben var kendt af de amerikanske marinesoldater under 2. verdenskrig som "de stikkende insekter". 
Et vigtigt fugleområde på 376.146 ha dækker omkring 70% af øen, som strækker sig langs den sydlige kyst inde i landet til det centrale højland, den indeholder flod- og lavlands- tropisk regnskov samt et større sammenhængende område med skov. Selvom den også indeholder haver og forladte landsbyer, har det meste af området aldrig været permanent beboet.9°39.2944712519407′S 159°58.64501953125′Ø / 9.6549078541990117°S 159.97741699218750°Ø